# Deuterocopus planeta
Deuterocopus planeta là một loài bướm đêm thuộc họ Pterophoridae. Nó được tìm thấy ở Ấn Độ, qua vùng đông nam Á và quần đảo Indonesia.
Sải cánh khoảng 10–11 mm.
Ấu trùng ăn hoa của loài Leea sambucina.